# PGC 3089225
LEDA/PGC 3089225 ist eine Galaxie im Sternbild Coma Berenices am Nordsternhimmel, die schätzungsweise 315 Millionen Lichtjahre von der Milchstraße entfernt ist.
Im selben Himmelsareal befinden sich u. a. die Galaxien IC 3193, IC 3230, IC 3243, IC 3262.